# قزلجة أكراد
قزلجة أكراد هي قرية في مقاطعة سراب، إيران. عدد سكان هذه القرية هو 73 في سنة 2006.